# Ізраїль на літніх Олімпійських іграх 2012
Ізраїль на літніх Олімпійських іграх 2012 року, які проходили у Лондоні, представляли 37 спортсменів (19 чоловіків та 20 жінок) у 8 видах спорту. Прапороносцем на церемонії відкриття Олімпійських ігор був віндсерфер Шахар Цубері, а на церемонії закриття — художня гімнастка Нета Рівкін.
Ізраїль вп'ятнадцяте взяв участь у літніх Олімпійських іграх. Вперше з літніх Ігор 1988 року ізраїльські спортсмени не здобули жодної медалі.

## Бадмінтон
| Спортсмен       | Дисципліна                 | Груповий етап                    | Груповий етап                  | Груповий етап | Відбірковий        | Чвертьфінал        | Півфінал           | Фінал              | Фінал      |
| Спортсмен       | Дисципліна                 | Суперник Результат               | Суперник Результат             | Місце         | Суперник Результат | Суперник Результат | Суперник Результат | Суперник Результат | Місце      |
| --------------- | -------------------------- | -------------------------------- | ------------------------------ | ------------- | ------------------ | ------------------ | ------------------ | ------------------ | ---------- |
| Міша Зільберман | чоловічий одиночний розряд | Ян Єргенсен (DEN) L 13–21, 12–21 | Дерек Вонг (SIN) L 9–21, 15–21 | 3             | не пройшов         | не пройшов         | не пройшов         | не пройшов         | не пройшов |

## Вітрильний спорт
| Спортсмен               | Дисципліна          | Заплив | Заплив | Заплив | Заплив | Заплив | Заплив | Заплив | Заплив | Заплив | Заплив | Заплив | Сума балів | Місце |
| Спортсмен               | Дисципліна          | 1      | 2      | 3      | 4      | 5      | 6      | 7      | 8      | 9      | 10     | M*     | Сума балів | Місце |
| ----------------------- | ------------------- | ------ | ------ | ------ | ------ | ------ | ------ | ------ | ------ | ------ | ------ | ------ | ---------- | ----- |
| Шахар Цубері            | RS: X, чоловіки     | 12     | 8      | 17     | 10     | 39 BFD | 12     | 35     | 34     | 26     | 1      | EL     | 155        | 19    |
| Лі Корзіц               | RS: X, жінки        | 1      | 3      | 7      | 2      | 2      | 11     | 2      | 1      | 9      | 11     | 18     | 56         | 6     |
| Гідеон Клігер Еран Села | 470, чоловіки       | 17     | 11     | 17     | 11     | 2      | 14     | 5      | 12     | 28 OCS | 23     | EL     | 112        | 15    |
| Веред Бускіла Гіл Коен  | 470, жінки          | 3      | 21 DSQ | 10     | 19     | 4      | 14     | 12     | 15     | 12     | 17     | EL     | 105        | 15    |
| Нуфар Едельман          | Лазер Радіал, жінки | 33     | 33     | 33     | 34     | 29     | 3      | 34     | 28     | 18     | 26     | EL     | 237        | 30    |

## Гімнастика

### Спортивна гімнастика
Чоловіки
| Спортсмен         | Дисципліна         | Кваліфікація | Кваліфікація | Кваліфікація | Кваліфікація | Кваліфікація | Кваліфікація | Кваліфікація | Кваліфікація | Фінал      | Фінал      | Фінал      | Фінал      | Фінал      | Фінал      | Фінал      | Фінал      |
| Спортсмен         | Дисципліна         | Снаряд       | Снаряд       | Снаряд       | Снаряд       | Снаряд       | Снаряд       | Разом        | Місце        | Снаряд     | Снаряд     | Снаряд     | Снаряд     | Снаряд     | Снаряд     | Разом      | Місце      |
| Спортсмен         | Дисципліна         | ВВ           | Кінь         | Кільця       | ОС           | ПБ           | Пер.         | Разом        | Місце        | ВВ         | Кінь       | Кільця     | ОС         | ПБ         | Пер.       | Разом      | Місце      |
| ----------------- | ------------------ | ------------ | ------------ | ------------ | ------------ | ------------ | ------------ | ------------ | ------------ | ---------- | ---------- | ---------- | ---------- | ---------- | ---------- | ---------- | ---------- |
| Фелікс Аронович   | абсолютна першість | 14.033       | 13.433       | 14.100       | 13.900       | 14.233       | 13.500       | 83.199       | 32           | не пройшов | не пройшов | не пройшов | не пройшов | не пройшов | не пройшов | не пройшов | не пройшов |
| Олександр Шатілов | абсолютна першість | 15.633       | 14.133       | 14.033       | 15.533       | 14.700       | 14.000       | 89.032       | 12 Q         | 15.600     | 14.266     | 14.200     | 15.133     | 14.400     | 14.833     | 88.432     | 12         |
| Олександр Шатілов | вільні вправи      | 15.633       | Н/Д          | Н/Д          | Н/Д          | Н/Д          | Н/Д          | 15.633       | 4 Q          | 15.333     | Н/Д        | Н/Д        | Н/Д        | Н/Д        | Н/Д        | 15.333     | 6          |

Жінки
| Дисципліна      | Спортсмен          | Кваліфікація | Кваліфікація | Кваліфікація | Кваліфікація | Кваліфікація | Кваліфікація | Фінал      | Фінал      | Фінал      | Фінал      | Фінал      | Фінал      | Фінал      |
| Дисципліна      | Спортсмен          | Снаряд       | Снаряд       | Снаряд       | Снаряд       | Разом        | Місце        | Снаряд     | Снаряд     | Снаряд     | Снаряд     | Разом      | Сума балів | Місце      |
| Дисципліна      | Спортсмен          | ОС           | РБ           | Колода       | ВВ           | Разом        | Місце        | ОС         | РБ         | Колода     | ВВ         | Разом      | Сума балів | Місце      |
| --------------- | ------------------ | ------------ | ------------ | ------------ | ------------ | ------------ | ------------ | ---------- | ---------- | ---------- | ---------- | ---------- | ---------- | ---------- |
| Валерія Максюта | абсолютна першість | 12.800       | 9.433        | 10.533       | 12.933       | 45.699       | 59           | не пройшла | не пройшла | не пройшла | не пройшла | не пройшла | не пройшла | не пройшла |

### Художня гімнастика
| Спортсменка | Дисципліна             | Кваліфікація | Кваліфікація | Кваліфікація | Кваліфікація | Кваліфікація | Кваліфікація | Фінал  | Фінал  | Фінал  | Фінал   | Фінал   | Фінал |
| Спортсменка | Дисципліна             | Обруч        | М'яч         | Булави       | Стрічка      | Разом        | Місце        | Обруч  | М'яч   | Булави | Стрічка | Разом   | Місце |
| ----------- | ---------------------- | ------------ | ------------ | ------------ | ------------ | ------------ | ------------ | ------ | ------ | ------ | ------- | ------- | ----- |
| Нета Рівкін | особисте багатоборство | 27.450       | 26.200       | 27.525       | 27.725       | 108.900      | 9 Q          | 27.350 | 26.850 | 27.800 | 27.000  | 109.000 | 7     |

| Спортсмени                                                                                 | Дисципліна             | Кваліфікація | Кваліфікація       | Кваліфікація | Кваліфікація | Фінал    | Фінал              | Фінал  | Фінал |
| Спортсмени                                                                                 | Дисципліна             | 5 м'ячів     | 3 стрічки 2 обручі | Разом        | Місце        | 5 м'ячів | 3 стрічки 2 обручі | Разом  | Місце |
| ------------------------------------------------------------------------------------------ | ---------------------- | ------------ | ------------------ | ------------ | ------------ | -------- | ------------------ | ------ | ----- |
| Моран Бузовські Вікторія Кошель Ноа Палачі Марина Шульц Поліна Закалюжна Еліора Жолковські | командне багатоборство | 26.500       | 26.600             | 53.100       | 7 Q          | 26.725   | 26.675             | 53.400 | 8     |

## Дзюдо
| Спортсмен        | Категорія           | 1/64                          | 1/32                             | 1/16                              | Чвертьфінал                    | Півфінал           | Втішний раунд                 | Фінал / ББ         | Фінал / ББ |
| Спортсмен        | Категорія           | Суперник Результат            | Суперник Результат               | Суперник Результат                | Суперник Результат             | Суперник Результат | Суперник Результат            | Суперник Результат | Місце      |
| ---------------- | ------------------- | ----------------------------- | -------------------------------- | --------------------------------- | ------------------------------ | ------------------ | ----------------------------- | ------------------ | ---------- |
| Артем Аншанський | до 60 кг, чоловіки  | Bye                           | Єроен Мурен (NED) W 0001–0001    | Хіраока Хіроакі (JPN) L 0000–0012 | не пройшов                     | не пройшов         | не пройшов                    | не пройшов         | не пройшов |
| Голан Поллак     | до 66 кг, чоловіки  | Давід Ларос (FRA) L 0000–0001 | не пройшов                       | не пройшов                        | не пройшов                     | не пройшов         | не пройшов                    | не пройшов         | не пройшов |
| Сосо Палелашвілі | до 73 кг, чоловіки  | Bye                           | Сезер Уйсуз (TUR) W 0010–0000    | Накая Рікі (JPN) L 0000–0101      | не пройшов                     | не пройшов         | не пройшов                    | не пройшов         | не пройшов |
| Аріель Зеєві     | до 100 кг, чоловіки | Н/Д                           | Дімітрі Петерс (GER) L 0000–1000 | не пройшов                        | не пройшов                     | не пройшов         | не пройшов                    | не пройшов         | не пройшов |
| Аліс Шлезінгер   | −63 кг, жінки       | Н/Д                           | Bye                              | Гільде Дрекслер (AUT) W 0010-0002 | Уршка Жолнір (SLO) L 0000-1100 | не пройшла         | Жевріз Еман (FRA) L 0002-0010 | не пройшла         | 7          |

## Легка атлетика
| Спортсмен       | Дисципліна                | Кваліфікація/ гіт | Кваліфікація/ гіт | Фінал      | Фінал      |
| Спортсмен       | Дисципліна                | Результат         | Місце             | Результат  | Місце      |
| --------------- | ------------------------- | ----------------- | ----------------- | ---------- | ---------- |
| Дональд Сенфорд | 400 м, чоловіки           | 45.71 NR          | 28                | не пройшов | не пройшов |
| Зохар Земіро    | марафон, чоловіки         | Н/Д               | Н/Д               | 2:34:59    | 81         |
| Джилліан Шварц  | стрибки з жердиною, жінки | 4.40              | 18                | не пройшла | не пройшла |

## Плавання
|          | Спортсмен            | Дисципліна           | Гіт        | Гіт  | Півфінал    | Півфінал   | Фінал      | Фінал      |
| Час      | Спортсмен            | Дисципліна           | Місце      | Час  | Місце       | Час        | Місце      |            |
| -------- | -------------------- | -------------------- | ---------- | ---- | ----------- | ---------- | ---------- | ---------- |
| Чоловіки | Німрод Шапіра Бар-Ор | 200 м вільним стилем | 1:48.60    | 21   | не пройшов  | не пройшов | не пройшов | не пройшов |
| Чоловіки | Імрі Ганіел          | 100 м брасом         | 1:02.07    | 32   | не пройшов  | не пройшов | не пройшов | не пройшов |
| Чоловіки | Гал Нево             | 200 м батерфляєм     | 1:59.98    | 32   | не пройшов  | не пройшов | не пройшов | не пройшов |
| Чоловіки | Гал Нево             | 200 м комплексом     | 1:59.56    | 12 Q | 1:59.17     | 10         | не пройшов | не пройшов |
| Чоловіки | Гал Нево             | 400 м комплексом     | 4:14.77    | 10   | Н/Д         | Н/Д        | не пройшов | не пройшов |
| Чоловіки | Яків Тумаркін        | 100 м на спині       | 54.91      | 24   | не пройшов  | не пройшов | не пройшов | не пройшов |
| Чоловіки | Яків Тумаркін        | 200 м на спині       | 1:57.33 NR | 8 Q  | 1:57.33 =NR | 8 Q        | 1:57.62    | 7          |
| Жінки    | Аміт Іврі            | 100 м батерфляєм     | 58.78      | 18   | не пройшла  | не пройшла | не пройшла | не пройшла |
| Жінки    | Аміт Іврі            | 200 м комплексом     | 2:13.29 NR | 12 Q | 2:13.31     | 13         | не пройшла | не пройшла |

## Синхронне плавання
| Спортсмени                    | Дисципліна | Технічна програма | Технічна програма | Вільна програма (попередній раунд) | Вільна програма (попередній раунд) | Вільна програма (попередній раунд) | Вільна програма (фінал) | Вільна програма (фінал)  | Вільна програма (фінал) |
| Спортсмени                    | Дисципліна | Бали              | Місце             | Бали                               | Разом (technical + free)           | Місце                              | Бали                    | Разом (technical + free) | Місце                   |
| ----------------------------- | ---------- | ----------------- | ----------------- | ---------------------------------- | ---------------------------------- | ---------------------------------- | ----------------------- | ------------------------ | ----------------------- |
| Анастасія Глушкова Інна Йоффе | дуети      | 83.400            | 17                | 83.520                             | 166.920                            | 17                                 | не пройшли              | не пройшли               | не пройшли              |

## Стрільба
Чоловіки
| Спортсмен     | Дисципліна                  | Кваліфікація | Кваліфікація | Фінал      | Фінал      |
| Спортсмен     | Дисципліна                  | Бали         | Місце        | Бали       | Місце      |
| ------------- | --------------------------- | ------------ | ------------ | ---------- | ---------- |
| Сергій Ріхтер | пневматична гвинтівка, 10 м | 595          | 9            | не пройшов | не пройшов |
| Сергій Ріхтер | гвинтівка лежачи, 50 м      | 587          | 44           | не пройшов | не пройшов |

## Теніс
| Спортсмени              | Дисципліна               | 1/64                            | 1/32                                                              | 1/16                                                      | Чвертьфінал                                         | Півфінал           | Фінал              | Фінал      |
| Спортсмени              | Дисципліна               | Суперник Результат              | Суперник Результат                                                | Суперник Результат                                        | Суперник Результат                                  | Суперник Результат | Суперник Результат | Місце      |
| ----------------------- | ------------------------ | ------------------------------- | ----------------------------------------------------------------- | --------------------------------------------------------- | --------------------------------------------------- | ------------------ | ------------------ | ---------- |
| Джонатан Ерліх Енді Рам | чоловічий парний турнір  | Н/Д                             | Марсель Гранольєрс / Марк Лопес Таррес (ESP) W 7–6(7–5), 7–6(7–3) | Роджер Федерер / Стен Вавринка (SUI) W 1–6, 7–6(7–5), 6–3 | Майк Браян / Боб Браян (USA) L 7–6(7–4), 7–6(12–10) | не пройшли         | не пройшли         | не пройшли |
| Шахар Пеєр              | жіночий одиночний турнір | Марія Шарапова (RUS) L 2–6, 0–6 | не пройшла                                                        | не пройшла                                                | не пройшла                                          | не пройшла         | не пройшла         | не пройшла |

## Зовнішні посилання
- Ізраїль на Лондонській олімпіаді 2012 новини, статті та відео
- Офіційний вебсайт олімпійського руху Ізраїлю [Архівовано 11 квітня 2012 у WebCite]
- Ізраїль на сайті Олімпіади